# NEM (криптовалюта)
NEM, New Economy Movement (движение за новую экономику) — криптовалюта, написанная на Java и JavaScript. Запущена 31 марта 2015 года.
Особенностью NEM является формирование блокчейна с использованием алгоритма доказательства важности (POI, англ. Proof-of-Importance). Он учитывает три характеристики аккаунта:
- Баланс кошелька;
- Количество совершённых аккаунтом транзакций, то есть его «активность» в сети;
- Время нахождения аккаунта в сети.[6]

В NEM также интегрирована система обмена зашифрованными сообщениями, возможны мультиподписные аккаунты, есть система репутации Eigentrust++.
Программное обеспечение NEM blockchain используется в открытой блокчейн-сети Mainet и коммерческой блокчейн-сети Mijin, которая тестируется финансовыми учреждениями и частными компаниями в Японии.
NEM был запущен пользователем форума Bitcointalk под названием UtopianFuture, который был вдохновлён Nxt.
Первоначальный план NEM заключался в создании ответвления от NXT. Но позже была разработана совершенно новая платформа. Начиная с 19 января 2014 года, на форуме Bitcointalk началось открытое обсуждение. Целью обсуждения было создание криптовалюты заново.

## Разработка

### Первые версии
Alpha-версия была выпущена 25 июня 2014 года. Впоследствии бета-версия была запущена 20 октября 2014 года.
Разработчики NEM известны по псевдонимам на форуме Bitcoin Talk.

### Стабильная версия
Стабильная версия запущена 31 марта 2015 года. Новые версии выпускаются каждые несколько месяцев.

## Особенности

### Делегированный Харвестинг
Делегированный харвестинг (англ. «сбор урожая») — это процесс вознаграждения пользователей за формирование блоков. 

### Новый код
NEM — это новая база кода, полностью написанная на Java. Он использует алгоритм POI (доказательство важности) вместо POW (доказательство работы). NEM использует модель клиент-сервер, где NIS (сервер инфраструктуры NEM) работает независимо от NCC (клиент сообщества NEM). Это позволяет работать без полной копии блокчейна NEM.
Клиент NEM является открытым исходным кодом и доступен на GitHub, а на базе сервера NIS является закрытым источником. Разработчики Catapult говорят, что код переписанного на C++ Catapult будет являться открытым исходным кодом.

### Пространства имён
Пространства имён в системе NEM представляют собой систему доменов, аналогичную централизованной системе доменных имён ICANN в Интернете. В пространствах имён существуют домены и субдомены высокого уровня. Это позволяет одному человеку с одним доменом создавать множество разных поддоменов для разных проектов или для бизнес-счетов. Он также помогает создавать и поддерживать систему репутации для мозаики.

### Мозаика
Мозаика — это пользовательские активы в блокчейне NEM. Сама мозаика настраивается через кошелёк Nano Wallet. Мозаики могут быть предназначены для передачи и могут быть отправлены вместе с зашифрованными сообщениями в одной транзакции. Мозаика может применяться с взиманием сбора, так что любая мозаика, отправляемая в сеть, должна будет заплатить специальную пошлину за обычные транзакции. Этот сбор за начисление может быть назначен как nem: xem (который является мозаичным обозначением для обычных монет XEM) или любой другой мозаикой на блок-цепочке NEM. Каждая мозаика получает имя, которое находится под уникальным доменом в системе пространства имён в формате subdomain.domain: mosaic.

## Блокчейн платформа Symbol

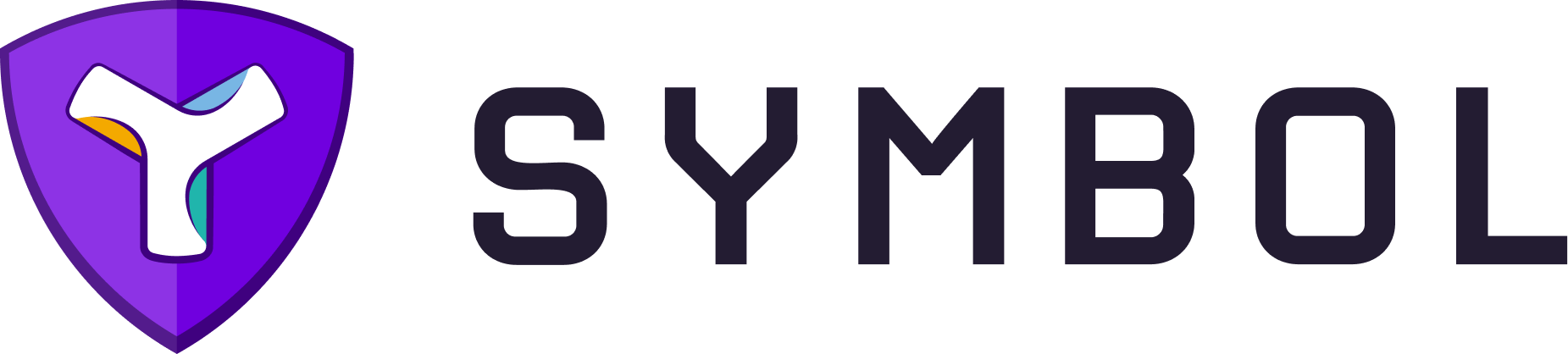
Symbol

В марте 2021 года была запущена публичная блокчейн сеть Symbol, которая является второй версией блокчейна NEM
Публичная блокчейн сеть Symbol использует модифицированный протокол консенсуса Proof-of-Stake+, поощряющий тех, кто активно участвует в работе сети.